# Брен-ле-Шато
Брен-ле-Шато́ (фр. Braine-le-Château, валлон. Brinne-Tchestea, нидерл. Kasteelbrakel) — коммуна в Валлонии, расположенная в провинции Валлонский Брабант, округ Нивель. Принадлежит Французскому языковому сообществу Бельгии. На площади 22,70 км² проживают 9446 человек (плотность населения — 416 чел./км²), из которых 48,72 % — мужчины и 51,28 % — женщины. Средний годовой доход на душу населения в 2003 году составлял 14 757 евро.
Почтовый код: 1440. Телефонный код: 02.